# Lehramtsstudium der Sekundarstufe Berufsbildung in Österreich
Lehramtsstudium der Sekundarstufe Berufsbildung in Österreich ist eine Ausbildung von Berufsschullehrkräften sowie Lehrkräften von fachpraktischen Unterrichtsgegenständen an BMHS in Österreich
An unterschiedlichen Pädagogischen Hochschulen in Österreich werden berufspädagogische Lehramtsstudien in folgenden Fachbereichen angeboten: Duale Berufsausbildung sowie Technik und Gewerbe, Erziehung – Bildung – Entwicklungsbegleitung, Ernährung, Information und Kommunikation (Angewandte Digitalisierung), Mode- und Bekleidungstechnik, Agrar und Ernährung, Umwelt und Naturwissenschaften. Studierende mit einem akademischen Fachabschluss können zudem als pädagogische Qualifizierung das Bachelorstudium ‚Facheinschlägige Studien ergänzende Studien‘ absolvieren.

## Lehramtsstudium Duale Berufsausbildung sowie Technik und Gewerbe
Ausbildung von Berufsschullehrkräften sowie Lehrkräften von fachpraktischen Unterrichtsgegenständen an BMHS in Österreich

## Genese
Ausgehend von den Maßnahmen im Zuge der Schulentwicklung Kaiserin Maria Theresias wurde gewerblichen und kaufmännischen Lehrlingen in sogenannten Fortbildungsschulen ein undifferenzierter, allenfalls ergänzender schulmäßiger Unterricht zuteil, der in Abend- oder Sonntagskursen zur Nachbereitung und Wiederholung der Volksschulbildung dienen sollte. Im Laufe der zeitlichen Entwicklung der Gewerbeordnung wurde dieser schulmäßige Fortbildungsunterricht fachlich in allgemeingewerbliche, fachgewerbliche, kaufmännische und hauswirtschaftliche Berufsschulen differenziert. Die gesetzliche Grundlage betreffend die Errichtung und Erhaltung dieser Fortbildungsanstalten lässt sich unter anderem auf das niederösterreichische Landesgesetz von 1868 datieren. Die Schulbesuchsverpflichtung für gewerbliche Lehrlinge erfolgte 1897, für kaufmännische erst 1910 (Meister, 1960, S. 81–82.). Diese Entwicklungen sind Ausgangspunkt für das bis heute vorherrschende duale System. Mit der historischen Entwicklung der Lehrlingsausbildung geht parallel die Ausbildung der Berufsschullehrerinnen und Berufsschullehrer einher, die allerdings erst im Laufe der Zeit systematisiert wurde. Im Folgenden soll diese nachgezeichnet werden (Mathies, 2012, ergänzt von Hotarek):
| 1774 | 1816                                                    | 1869 | 1918 – 1938 |
| Theresianische Schulordnung | Theresianische Schulordnung                             | Reichsvolksschulgesetz | Demokratische Entwicklung des Schulwesens                                                                        |
| - Wiederholungsunterricht – von Volksschullehrenden erteilt - Präparandenkurse - Einführung von Ausbildungs- und Prüfungsvorschriften | - Neuordnung der theresianischen Gesetze & Verordnungen | - Rekrutierung von Experten aus Wirtschaft und Verwaltung - Ministerialerlass zur Veranstaltung von Fachkursen zur Weiterbildung des Lehrpersonals der gewerbliche Fortbildungsschulen mit verpflichtender Abschlussprüfung | - Entwicklung eines eigenen Lehrerstandes von Fortbildungslehrer - Einbeziehung von Fachexperten bleibt aufrecht |

| 1938 – 1945                                                                            | 1946 – 1962 | 1962 | 1966 |
| Reichsdeutsche Gesetzgebung                                                            | Keine gesetzliche Gesamtregelung des Schulwesens | Schulorganisationsgesetz | Berufspädagogische Institute |
| - Fortbildungsschulgesetze als Landesgesetze bleiben - Neue Bezeichnung „Berufsschule“ | - Etablierung von kaufmännischen und fachlich-gewerblichen Berufsschulen - Eine gesetzlich fundierte Institutionalisierung der Berufsschullehrkraft-Ausbildung wird verhindert - Prüfungsvorschriften (ohne organisierte Vorbereitungskurse) für das Lehramt an kaufmännischen und an gewerblichen Berufsschulen werden erlassen | - Einheitliches Gesetzeswerk für das gesamte Schulwesen - Umwandlung der Lehrerbildungsanstalten in Pädagogische Akademien - Keine Hinweise zur weiteren Ausbildung von Berufsschullehrern | - Lehrgänge zur Vorbereitung auf die Lehramtsprüfung für gewerbliche und kaufmännische Berufsschulen - Keine kohärenten Ausbildungszuständigkeiten und -phasen |

| 1976 | 1999 | 2006 | 2016 |
| Berufspädagogische Akademien Pädagogische Institute | Akademienstudiengesetz | Pädagogische Hochschulen | Pädagogische Hochschulen |
| - Geblockte Neulehrerseminare während der ersten vier Semester an den Pädagogischen Instituten - Parallele Unterrichtstätigkeit - Zweisemestrige Vollzeitausbildung an den Berufspädagogischen Akademien - Lehramtsprüfung für das Lehramt an Berufsschulen | - Ausbildungsverantwortung ausschließlich an den Berufspädagogische Akademien - Sechs Semester mit Vollzeitstudium und kontinuierlichem Teilzeitstudium „Berufsschulpädagogik“ - Diplomprüfung für das Lehramt an Berufsschulen - oder - Sechs Semester mit Vollzeitstudium und kontinuierlichem Teilzeitstudium „Technisch-gewerbliche Pädagogik“ - Diplomprüfung für das Lehramt für den Technisch-gewerblichen Fachbereich an BMHS | - Tertiäre Bildungseinrichtung - Sechs Semester mit Vollzeitstudium und kontinuierlichem Teilzeitstudium „Berufsschulpädagogik“ - Sechs Semester mit Vollzeitstudium und kontinuierlichem Teilzeitstudium „Technisch-gewerbliche Pädagogik“ - Bachelor of Education | - Tertiäre Bildungseinrichtung - PädagogInnenbildung neu - Acht Semester mit Vollzeitstudium und kontinuierlichem Teilzeitstudium „Duale Berufsausbildung sowie Technik und Gewerbe“ - Bachelor of Education - 2 Semester optionales Masterstudium – Master of Education |

## Ausbildung
Die im Rahmen der Sekundarstufe Berufsbildung angebotenen Studien werden diesem Anspruch durch die Ausbildung in Fächerbündeln (gem. § 35 Z 8 HG 2005 idgF), die ein stetiges Ineinandergreifen wissenschaftstheoretischer, berufspraktischer und schulpraktischer Inhalte sicherstellen, sowie durch die spezifischen Zulassungsvoraussetzungen gerecht. Darüber hinaus unterrichten Studierende im Bachelorstudium für die Sekundarstufe Berufsbildung im Fachbereich Duale Berufsausbildung sowie Technik und Gewerbe berufsbegleitend an einer Berufsschule oder berufsbildenden mittleren und höheren Schule und absolvieren somit eine Hochschulausbildung in der Dualität von schulischer Unterrichtspraxis und hochschulischer Wissenschaftsfundierung (Mathies, Hotarek & Resinger 2018).
Im Fachbereich duale Berufsausbildung werden folgende Fächerbündel angeboten:
- Fächerbündel für allgemeine und betriebswirtschaftliche Unterrichtsgegenstände (FB I)
- Fächerbündel für fachtheoretische Unterrichtsgegenstände im jeweiligen Berufsfeld (FB II)
- Fächerbündel für fachpraktische Unterrichtsgegenstände im jeweiligen Berufsfeld (FB III)

Im Fachbereich Technik und Gewerbe werden folgende Fächerbündel angeboten:
- Fächerbündel für fachtheoretische Unterrichtsgegenstände im jeweiligen Berufsfeld (FB II)
- Fächerbündel für fachpraktische Unterrichtsgegenstände im jeweiligen Berufsfeld (FB III)

Die Ausbildung im Rahmen der Fächerbündel erfolgt in den Berufsfeldern:
- Wirtschaft, Gesellschaft und Soziales sowie angewandte Ökonomie (zusätzl. Allgemeinbildung im Bereich FB I)
- Technik, Gewerbe und Industrie – Angewandte Chemie und Biotechnologie
- Tourismus, Gastronomie und Lebensmittel
- Dienstleistung
- Gesundheit, Bewegung, Ernährung und Schönheit
- Kunst, Design und Gestaltung
- Informations- und Kommunikationstechnologie
- Bau- und Baunebengewerbe
- Land- und Forstwirtschaft (für Berufsschulen)
- Umwelt (für Berufsschulen)

## Zulassungsvoraussetzungen
Neben den allgemein geltenden Kriterien für die Zulassung zu einem ordentlichen Studium gem. § 52 Abs. 1 HG 2005 idgF umfasst die besondere Eignung zum Bachelorstudium für die Sekundarstufe Berufsbildung im Fachbereich Duale Berufsausbildung sowie Technik und Gewerbe (vgl. § 3 Abs. 2 Z 1 HZV 2013 idgF)
- für das Fächerbündel „allgemeinbildende und betriebswirtschaftliche Unterrichtsgegenstände“ die erfolgreiche Ablegung der Reife- und Diplomprüfung einer einschlägigen berufsbildenden höheren Schule oder die erfolgreiche Ablegung einer Reifeprüfung und eine gleichwertige einschlägige Ausbildung.
- für das Fächerbündel „fachtheoretische Unterrichtsgegenstände“ die erfolgreiche Ablegung der Reife- und Diplomprüfung einer einschlägigen berufsbildenden höheren Schule oder die erfolgreiche Ablegung einer Reifeprüfung und eine einschlägige Ausbildung oder die erfolgreiche Absolvierung eines facheinschlägigen Studiums an einer postsekundären Bildungseinrichtung im Ausmaß von mindestens 240 ECTS-AP.
- für das Fächerbündel „fachpraktische Unterrichtsgegenstände“ die erfolgreiche Ablegung einer einschlägigen Meisterprüfung oder eine gleichwertige einschlägige Befähigung.

Für alle Fächerbündel ist jedenfalls die Absolvierung einer facheinschlägigen Berufspraxis erforderlich:
- für die  Absolventen einer einschlägigen berufsbildenden höheren Schule im Ausmaß von mindestens zwei Jahren,
- im Übrigen im Ausmaß von mindestens drei Jahren.

Neben den in der Hochschulzulassungsverordnung normierten Zulassungsvoraussetzungen ist der Nachweis einer nach dienstrechtlichen Bestimmungen durchgeführten Eignungsfeststellung anlässlich der Begründung eines Dienstverhältnisses erforderlich (vgl. § 11 Abs. 2 HZV 2013 idgF). (Mathies, Hotarek & Resinger 2018)
Das Bachelorstudium Lehramt Sekundarstufe Berufsbildung für den Fachbereich Duale Berufsausbildung sowie Technik und Gewerbe umfasst 240 ECTS-AP (European Credit Transfer System Application Points bzw. Anrechnungspunkte). Ein ECTS-AP entspricht einer Arbeitsbelastung von 25 Stunden. Damit ist auch die Niveaustufe VI des Österreichischen Nationalen Qualitätsrahmens (NQR) bzw. des European Quality Framework (EQF) erreicht. Das Bachelorstudium im Fachbereich duale Berufsausbildung sowie Technik und Gewerbe schließt mit dem akademischen Grad „Bachelor of Education“ (BEd) für die Sekundarstufe Berufsbildung ab (vgl. § 35 Z 15 HG 2005 idgF).
Aus den bildungswissenschaftlichen Grundlagen sind 60 ECTS-AP, aus den berufsfachlichen Grundlagen/Fachwissenschaften 120 ECTS-AP und aus der Fachdidaktik 60 ECTS-AP zu absolvieren. Pädagogisch-praktische Studien sind im Ausmaß von 40 ECTS-AP inkludiert.

## Ausbildungsfelder

### Pädagogisch-praktische Studien
Die pädagogisch-praktischen Studien stellen einen zentralen Bereich des Studiums im Fachbereich Duale Berufsausbildung sowie Technik und Gewerbe dar. Durch ihre integrative Verankerung ermöglichen sie den Kompetenzerwerb in der Verschränkung mit den Studienfachbereichen allgemeine bildungswissenschaftliche Grundlagen, Fachwissenschaften und Fachdidaktiken. Sie geben Raum für die Erkundung und Reflexion von pädagogischem Handeln, welche im Rahmen der Ausbildung in einer Theorie-Praxis-Verzahnung theoretisch bearbeitet werden. Die unterschiedlichen Konzepte der Hochschulen werden in den jeweiligen Qualifikationsprofilen in den Curricula beschrieben. Dabei beginnen die im Dienst stehenden Vertragslehrerinnen und Vertragslehrer mit der Ausbildungsphase (vgl. § 40 Vertragsbedienstetengesetz), die bspw. an der Pädagogischen Hochschule Tirol im Rahmen des sog. „Begleiteten Praxistransfers“ von Lehrenden kontinuierlich begleitet wird. Des Weiteren finden Berufserkundungen und -erprobungen im Rahmen von Lehrübungen statt. (Mathies, Hotarek, Resinger 2018 und Braunsteiner, Schnider & Zahalka 2014)

### Fachdidaktik
Die fachdidaktische Ausbildung im Fachbereich Duale Berufsausbildung sowie Technik und Gewerbe erfolgt in den Berufsfeld- und Fachdidaktiken fachbereichsspezifisch im Rahmen von Fächerbündeln in den normierten Berufsfeldern.
Die Absolventen sollen ihren fachdidaktischen Zugang von einer interdisziplinären Metaebene her verstehen. Sie sollten die Bildungsrelevanz fachlicher Inhalt im Spiegel berufsfelddidaktischer Dimensionen sowie fachdidaktischer Theorien und Modelle reflektieren, diese Inhalte im Hinblick auf die jeweiligen Lehr- bzw. Bildungspläne transferieren und sie für verschiedene Zielgruppen aufbereiten. Sie sollen ihr didaktisches Denken und Handeln vor dem Hintergrund der Verknüpfung der einzelnen Fachdisziplinen und der beruflich-fachlichen Handlungsfelder reflektieren. Sie initiieren, steuern und evaluieren berufsfeld- und fachspezifische Lernprozesse; sie sollen über Grundlagen einer berufsfeld- und fachbezogenen Diagnose- und Förderkompetenz verfügen.

### Fachwissenschaften
Die fachwissenschaftlichen Kompetenzen werden in der Ausbildung im Fachbereich Duale Berufsausbildung sowie Technik und Gewerbe hauptsächlich durch die in den Zulassungsvoraussetzungen normierten facheinschlägigen Berufspraxis sichergestellt. (vgl. Anlage zu § 74a Abs. 1 Z 4 Hochschulgesetz 2005 idgF)
Die Absolventen sollten sich der Mehrdimensionalität der Fachwissenschaften im Fachbereich bewusst sein. Sie erhalten Kenntnisse, Methoden und Fertigkeiten in den für den Unterricht an berufsbildenden Schulen der Sekundarstufe relevanten Teilen ihres Fachbereichs. Dazu zählen Fachwissen, paradigmatische Denkstile, die Beherrschung grundlegender Methoden sowie die Einführung in wissenschaftstheoretische Fragestellungen im Fachbereich duale Berufsausbildung sowie Technik und Gewerbe.

### Bildungswissenschaften
Das Hochschulgesetz sieht eine kompetenzorientierte Gestaltung der Bachelor- und Masterstudien vor. Dabei zu berücksichtigen sind bildungswissenschaftliche Inhalte, die die allgemeine und spezielle pädagogische Kompetenz, die Diversitäts- und Genderkompetenz, die soziale sowie Beratungskompetenz und das Professionsverständnis fördern sollen. Diese professionellen Kompetenzen von Pädagoginnen und Pädagogen müssten wissenschaftlich fundierten Standards genügen, welche im Rahmen der Ausbildung vermittelt werden. Fokussiert wird auch auf die Reflexions-, Ausdrucks- und Urteilsfähigkeit der Studierenden in Bezug auf den professionell-akademischen Diskurs und die Repräsentanz ihrer Rolle, ihres Faches und der Schule in der Öffentlichkeit. (Braunsteiner, Schnider & Zahalka 2014; Hochschulgesetz 2005)

## Qualifikationen und Employability
Die Nachfrage nach qualifiziertem Fachpersonal in der Wirtschaft und die damit verbundenen Herausforderungen sind Indikatoren für die Relevanz und den Bedarf an qualifizierten Lehrerkräften in den jeweiligen Fächerbündeln und Berufsfeldern des Fachbereichs Duale Berufsausbildung sowie Technik und Gewerbe. Das entsprechende Bachelorstudium ist eine hochschulische Berufsqualifizierung bei gleichzeitiger Wahrung akademischer Standards, welche Beschäftigungsfähigkeit im Sinne einer generativen Kompetenz, wandelnde Anforderungen innerhalb des Berufs  zu bewältigen, sicherstellen soll. Eine wissenschaftlich akzentuierte, kompetenz-, diversitäts- und bildungsorientierte Berufsvorbereitung soll die Absolventen des Fachbereichs befähigen, duale Berufsausbildung sowie Technik und Gewerbe kompetent in der Profession und souverän gegenüber sich selbst zu agieren.
Der  Abschluss des Bachelorstudiums im Fachbereich Duale Berufsausbildung sowie Technik und Gewerbe qualifiziert und berechtigt für die Professionsausübung in dem gewählten Fächerbündel in der Sekundarstufe Berufsbildung. Darüber hinaus erwerben die Absolventen mit dem Studienabschluss die Berechtigung zur Absolvierung eines Masterstudiums im Bereich der Sekundarstufe Berufsbildung gem. § 38 Abs. 1 Z 3 Hochschulgesetz 2005 idgF und gem. den für das jeweilige Masterstudium normierten Zulassungsvoraussetzungen.

## Fort- und Weiterbildungsmöglichkeiten

### Master of Education (MEd)
Absolventinnen und Absolventen der Bachelorstudien in der Sekundarstufe Berufsbildung sind zu den weiterführenden Masterstudien in der Sekundarstufe Berufsbildung zugelassen.

### Erweiterungsstudien zur Erweiterung von Lehramtsstudien gem. § 38c HG 2005 idgF
Gem. § 38c und § 38d Abs. 3 HG 2005 idgF dienen diese Studien dem Zweck, ein Lehramtsstudium um ein oder mehrere Unterrichtsfächer, Spezialisierungen, Schwerpunkte, kohärente Fächerbündel oder Fächerbündel (letzteres im Lehramtsstudium Sekundarstufe [Berufsbildung]) zu erweitern. Für Erweiterungsstudien zur Erweiterung eines Lehramtsstudiums sind keine gesonderten Curricula zu erlassen, sofern die Inhalte und Anforderungen in dem Fächerbündel zugrunde liegenden Curriculum (Sekundarstufe Berufsbildung) gekennzeichnet sind. Ein Erweiterungsstudium setzt ein 6-semestriges Lehramtsstudium Berufsschulpädagogik oder 8-semestriges Lehramtstudium der Sekundarstufe Berufsbildung im Fachbereich Duale Berufsausbildung sowie Technik und Gewerbe voraus. Die Studien werden berufsbegleitend angeboten und umfassen eine Arbeitsleistung von 60 ECTS-AP. Mit dem erfolgreichen Abschluss eines Erweiterungsstudiums werden die Absolventen für die Erteilung des Unterrichts in einem weiteren Fächerbündelqualifiziert. Nach dem erfolgreichen Abschluss des Erweiterungsstudiums wird den Absolventen ein Abschlusszeugnis ausgestellt, jedoch weder eine akademische Bezeichnung noch ein akademischer Grad verliehen.
Es werden bspw. für den Fachbereich duale Berufsausbildung sowie Technik und Gewerbe folgende Erweiterungsstudien angeboten:
- Fächerbündelerweiterung an Berufsschulen
- Politische Bildung an Berufsschulen
- Deutsch und Kommunikation an Berufsschulen
- Berufsbezogene Fremdsprache Englisch an Berufsschulen
- Bewegung und Sport an Berufsschulen
- Informationsmanagement und Büroprozesse
- Erweiterungsstudium gem. § 38d HG 2005 idgF zur Zulassung zum Masterstudium (für Absolventinnen und Absolventen von Bachelorstudienabschlüsse mit 180 ECTS-AP in Berufsschulpädagogik oder Technisch-gewerbliche Pädagogik)